# Trish Stratus
Patricia Anne Stratigias (18 de dezembro de 1975) é uma profissional wrestler canadense, ex-modelo de fitness, atriz e personalidade de televisão, mais conhecida pelo seu nome de ringue Trish Stratus. Atualmente, trabalha na WWE.
Depois de começar sua carreira como uma modelo de fitness, Stratus começou a trabalhar para a World Wrestling Federation (WWF), que mais tarde foi renomeada para World Wrestling Entertainment (WWE). No início de sua carreira ela esteve envolvida em histórias sexualmente temáticas, como o gerenciamento da equipe T & A e um caso com Vince McMahon. Como Stratus passou mais tempo no ringue, suas habilidades de wrestling foram percebidas e sua popularidade aumentou. Por causa disso, ela foi uma vez WWE Hardcore Champion, três vezes "WWE Babe of the Year "(WWE Diva do ano)"" e foi proclamada "Diva da Década". Depois de quase sete anos no negócio, Stratus se aposentou do wrestling profissional no WWE Unforgiven em 17 de Setembro de 2006, depois de vencer pela sétima vez o WWE Women's Championship (1956–2010), se tornando recordista na história do título. Em 2011, Stratus foi uma das treinadoras para o WWE Tough Enough e ela foi introduzida no WWE Hall of Fame em 2013.
Além de wrestling profissional, Stratus apareceu em uma série de capas de revistas e foi envolvida em trabalhos de caridade. Ela também já recebeu vários prêmios e programas de televisão, e é dona de um estúdio de ioga.
Em janeiro de 2018, ela anunciou que retornaria para os ringues.

## Início de vida e modelagem
Stratigias cresceu em Richmond Hill, Ontario, Canadá, onde frequentou a Escola Secundária Bayview. Ela se matriculou na Universidade Iorque, onde estudou biologia e cinesiologia e jogou futebol e hóquei em campo. Devido a uma greve de professores em 1997, ela foi forçada a mudar seus planos. Ela estava trabalhando como recepcionista em uma academia local quando foi abordada pelo editor de MuscleMag Internacional para fazer uma sessão de fotos para a revista. Mais tarde, ela apareceu na capa da edição de maio de 1998 e assinou um contrato de dois anos. Nos seis meses seguintes ela trabalhou com seu corpo aparecendo em inúmeras capas de revistas. Durante este tempo, ela se juntou a Big Daddy Donnie & Jeff Marek no talk show Live Audio Wrestling na rádio Toronto Sports, The Fan 590.
Stratigias era fã de wrestling desde sua infância, e seu trabalho de modelagem chamou a atenção da World Wrestling Federation (WWF). Em Novembro de 1999, Stratus assinou um contrato de vários anos com a empresa que a mandou para a Academia de Sully, onde foi treinada por Ron Hutchinson.

## World Wrestling Federation / Entertainment

### Managing(2000–2001)

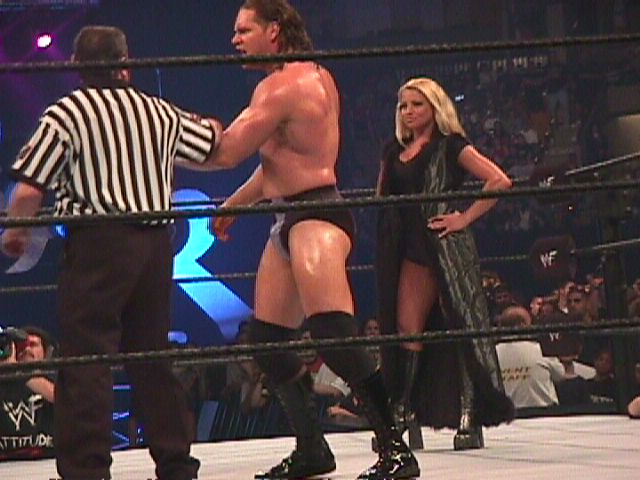
Depois de T & A, Stratus foi manager de Val Venis.

Stratigias fez sua estréia como uma heel (personagem vilã) em 19 de março de 2000 em um episódio do Sunday Night Heat, sobre o nome de ringue de Trish Stratus. Ela apareceu no palco para explorar os WWF Superstars, em particular Test e Prince Albert. Na noite seguinte, no Raw, Stratus começou seu primeiro papel na empresa como manager de Test e Albert, a tag team T & A. Foi durante esse tempo que Stratus tomou sua primeira ação no ringue ao ser atacada por Dudley Boyz no Backlash com um diving powerbomb sobre uma mesa, depois de provocar Bubba Ray Dudley por semanas. Ela também começou a servir de manager em seguida à Val Venis para ganhar o WWE Intercontinental Championship, mas a parceria terminou no SummerSlam após Venis perder o título.
Stratus fez sua estréia no ringue em 22 de junho nas gravações do SmackDown, vencendo um combate de trios com T & A contra Hardy Boyz e Lita. No enredo a feud entre Stratus e Lita se desenvolveu após o combate com Stratus atacando Lita em um episódio do Raw e SmackDown. Isso levou a uma Indian Strap match em 24 de julho no Raw, onde Stratus venceu com a ajuda de Stephanie McMahon. Ela terminou o ano competindo sem sucesso pelo WWF Women's Championship inúmeras vezes, e deixando Test e Albert, quando a equipe se desfez.
No início de 2001, Stratus envolveu-se em um ângulo com o WWF Presidente Vince McMahon, durante um tempo quando a esposa de Vince, Linda McMahon numa kayfabe foi institucionalizada após uma demanda que Vince tinha feito para um divórcio durante um episódio do SmackDown! tag team match em 7 de dezembro de 2000. O relacionamento de Vince e Stratus irritou cada vez mais a filha do patrão, Stephanie McMahon. Durante o No Way Out em 25 de fevereiro, Stratus perdeu um combate para Stephanie após ajuda de William Regal. Em meio a um combate de tag team com Vince contra Regal e Stephanie na noite seguinte no Raw, Stratus foi vítima de um set-up de Vince, Stephanie e Regal. Regal executou seu finisher, o Regal Cutter em Stratus e Stephanie então despejou esgoto sobre o corpo de Stratus. Vince em seguida disse que ela era um brinquedo com o qual ele estava cansado de jogar e que tudo estava acabado. O ângulo continuou na semana seguinte no Raw com Vince forçando Stratus a tirar sua roupa e ficar de calcinha preta no ringue latindo como um cão. A história chegou ao fim na WrestleMania X-Seven quando Stratus bateu em Vince com um tapa durante sua partida contra seu filho Shane, tornando-se uma face (personagem mocinho).

### Women's Champion e Hardcore Champion (2001-2003)

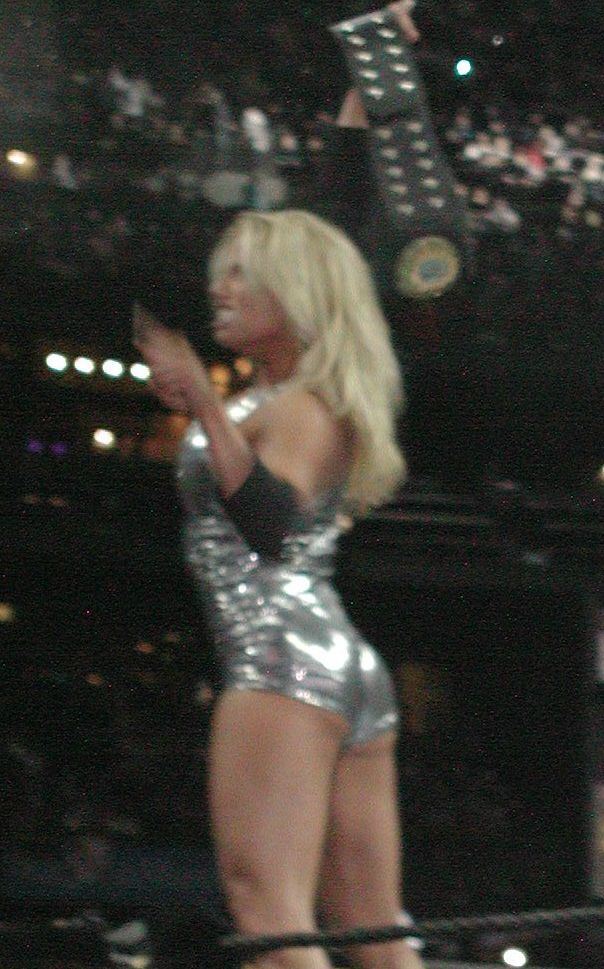
Stratus com o WWE Women's Championship (1956–2010) na WrestleMania XIX.

Após a sua primeira vez como face, Stratus começou a lutar em tempo parcial. Ela juntou-se com Lita contra as então heels, Stacy Keibler e Torrie Wilson no pay-per-view InVasion. Depois de sofrer uma lesão no tornozelo durante o verão, Stratus foi obrigada a se afastar por três meses do ringue. Isto interrompeu sua storyline romantica com Jeff Hardy e uma rivalidade com o Team Xtreme. Depois de voltar no outono, Stratus apareceu no Survivor Series, onde ganhou o WWF Women's Championship pela primeira vez em uma six-pack challenge. Stratus foi envolvida em uma feud com Jazz pelo Women's Championship, onde manteve o título no Royal Rumble, mas o perdeu para Jazz duas semanas depois em 4 de fevereiro de 2002 num episódio do Raw. Stratus, em seguida, tentou recuperar o título por vários meses, inclusive competindo em uma Triple Threat match no WrestleMania X8 contra Lita e Jazz em sua cidade natal, Toronto, no Canadá, mas não conseguiu vencer a partida. Embora estar correndo atrás do Women's Championship, Stratus ganhou o WWE Hardcore Championship em 6 de Maio, vencendo Crash Holly depois que Bubba Ray Dudley o acertou com uma lata de lixo em sua cabeça. Ela perdeu o título para Steven Richards logo depois, devido a estipulação 24/7 de que o título podia ser defendido a todo momento, desde que houvesse um árbitro presente. Uma semana depois, ela recuperou o Women's Championship em um combate de tag team com Bubba Ray Dudley. Durante este tempo, Stratus começou a lutar apenas na brand Raw, após ser convocada pelo WWF Brand Extension.
O segundo reinado de Trish como Women's Champion chegou ao fim em 23 de junho, quando ela foi derrotada no King of the Ring por Molly Holly. As duas Divas continuaram sua rivalidade nos três meses seguintes. Depois de uma tentativa fracassada de conquistar o título em julho, Stratus finalmente o ganhou de volta no Unforgiven. Enquanto rivalizava com Holly, Stratus também estava envolvida em um ângulo com a nova Diva da empresa, Victoria, que na storyline queria se vingar de Stratus por ter a traído quando trabalhavam como modelos de fitness. As duas competiram em várias partidas pelo título, com Stratus retendo até o Survivor Series, onde Victoria conquistou o cinturão em uma Hardcore match. Em 17 de março de 2003, Victoria e Steven Richards derrotaram Jazz e Stratus em uma tag team quando Jazz traiu Stratus. Após a partida, Jeff Hardy salvou Stratus de um ataque de Victoria e Richards, e em seguida beijou-a. Stratus tornou-se namorada de Hardy mais uma vez. Os dois se falavam e beijavam nos bastidores, competiam em intergender tag team match, e ajudavam um ao outro durante competições individuais. Em nenhum momento o relacionamento anterior foi reconhecido. O enredo foi subitamente interrompido quando a WWE desfez seu contrato com Hardy em Abril. Isto marcou a segunda vez em dois anos que um romance entre Stratus e Hardy foi abruptamente desfeito devido a um acontecimento em suas vidas pessoais. Em nenhum caso o romance foi desfeito com uma conclusão.
Na WrestleMania XIX, Stratus derrotou Victoria e depois Jazz para capturar pela quarta vez o Women's Championship, igualando o recorde anteriormente estabelecido por The Fabulous Moolah, onde só foi perder o título para Jazz, no pay-per-view seguinte, Backlash. Nos meses seguintes, Stratus foi colocada em uma aliança com Gail Kim. Foi de curta duração, acabando após Kim se unir com Molly Holly, as fazendo entrar numa feud. A dupla derrotou Stratus e vários parceiros de tag team, até Stratus começar uma parceria com Lita em seu retorno. A equipe derrotou Kim e Holly em vários combates, incluindo uma partida no Unforgiven.

### Aliança e rivalidade com Lita (2003–2005)

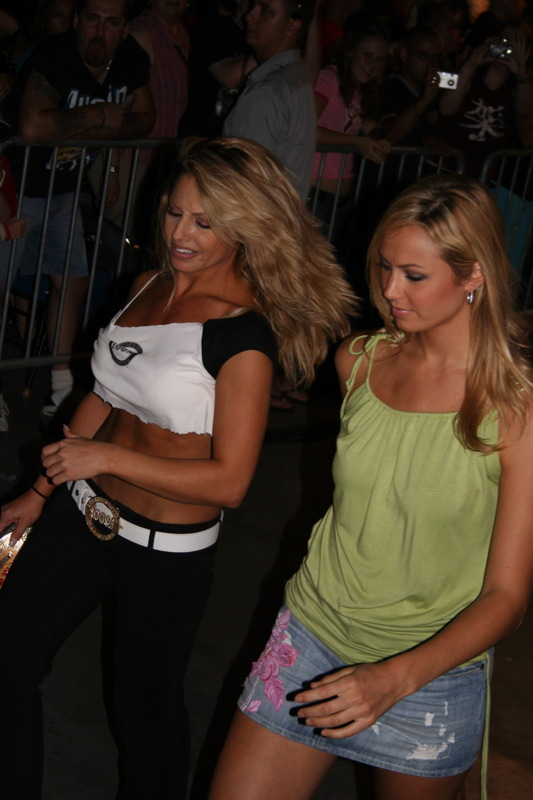
Stratus (direita), com a WWE Diva Stacy Keibler em Agosto de 2005.

Stratus começou um romance com Chris Jericho durante um episódio do Raw em 10 de novembro quando ela aceitou ir a um encontro com ele. Posteriormente, eles participaram de uma intergender tag team match como parceiros em 1 de dezembro. Após a partida, Stratus ouviu Jericho conversando com Christian, que estava envolvido com um romance com Lita na época, sobre quem poderia dormir com sua respectiva mulher pela primeira vez. Uma semana depois, Stratus e Lita confrontaram os homens sobre suas ações, levando a uma rivalidade entre os dois homens e as mulheres que acabou resultando em uma "Batalha dos Sexos" match no Armageddon, onde as mulheres perderam. A revanche na noite seguinte no Raw terminou em no contest. Seu relacionamento com Jericho continuou no ano seguinte com um novo ângulo, Jericho havia desenvolvido sentimentos verdadeiros por Stratus. Christian acabou se tornando face (mocinho) durante a storyline, mas logo voltou a se transformar em heel (vilão), iniciando uma rivalidade com Jericho. Durante um combate na WrestleMania XX, Stratus pela primeira vez desde sua estréia se tornou heel ao trair Jericho e se aliar com Christian. Stratus alegou que seu motivo para se aliar com Christian era de que ele era um homem de verdade e Jericho era só um filhote de cachorro doente de amor. A dupla rivalizou com Jericho por vários meses, chegando a competir em uma Handicap match no Backlash. Tyson Tomko se uniu a equipe de Stratus e Christian como um "guarda-costas" na noite seguinte no Raw.
Stratus quebrou o recorde da qual estava empatada com The Fabulous Moolah ao ganhar o Women's Championship pela quinta vez em 13 de junho no Bad Blood, se tornando a primeira cinco vezes campeã do título. Ela defendeu o título até quebrar sua mão em julho, o que a levou a ficar fora de ação por cerca de um mês. Após seu retorno, ela continuou a defender o título contra várias adversárias antes de perdê-lo para Lita em 6 de dezembro, quando ambas lutaram no evento principal do Raw pelo cinturão. Stratus recapturou o cinturão um mês depois no New Year's Revolution depois que Lita sofreu uma lesão durante a partida. Um novo ângulo foi então desenvolvido entre Stratus e a vencedora do Diva Search de 2004 Christy Hemme, sobre o ciúme de exposição da revista Playboy de Hemme, com Stratus atacando Hemme com uma pistola de pintura e pintando a palavra "vadia" em suas costas. Stratus foi desafiada por Hemme, que mais tarde revelou que estava sendo treinada por Lita para uma competição na WrestleMania 21. Stratus manteve com sucesso seu título na WrestleMania.

### Rivalidade com Mickie James; aposentadoria (2005–2006)
Em maio de 2005, Stratus sofreu com uma hérnia de disco, com a explicação no enredo que Viscera havia machucado-a com um Big Splash no Backlash, depois que ela a repreendeu por ter perdido para Kane, o então marido de Lita. Ela retornou no Raw em 12 de setembro de 2005 como personalidade face por aliar-se com Ashley Massaro contra as Vince's Devils, onde elas derrotaram Victoria e Torrie Wilson no Unforgiven. A feud também envolveu a estreante Mickie James que se apresentou como a maior fã de Stratus. Durante o Eddie Guerrero Tribute Show, Stratus participou de uma interpromotional Divas battle royal que foi vencida por Melina do SmackDown. Na semana seguinte, MNM sequestraram Stratus amarrada e amordaçada para Melina, que a desafiou para uma match pelo Women's Championship. As duas lutaram no Survivor Series, com Stratus derrotando Melina. Stratus e James continuaram unidas juntas no final de 2005, enquanto James se tornava cada vez mais obcecada por Stratus. Em 26 de dezembro num episódio do Raw, o enredo entre Stratus e James desenvolveu-se para o lado lésbico quando James um beijo íntimo com Stratus sob um ramo de visco, causando surpresa para Stratus que fugiu do vestiário.

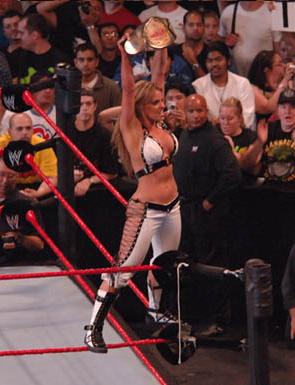
Stratus celebrando depois de vencer sua última match

A relação estranha entre Stratus e James continuou em 2006, com as duas Divas competindo uma contr a outra em um combate pelo título no New Year's Revolution, onde Stratus saiu vitoriosa. Apesar da derrota, James continuou apaixonada por Stratus, a fazendo se sentir desconfortável, e em 6 de março, Stratus confrontou James, dizendo-lhe que ela precisava de espaço. A dupla se reconciliou em 18 de março num episódio do Saturday Night's Main Event, onde juntas derrotaram Candice Michelle e Victoria, no entanto, após o combate James atacou Stratus. Na WrestleMania 22, Stratus perdeu o Women's Championship para Mickie James. Durante uma revanche no Backlash, Stratus sofreu uma lesão ao deslocar seu ombro depois de sofrer um ataque fora do ringue. Apesar de ficar de reabilitação durante seis semanas, ela continuou aparecendo em alguns shows.

Stratus voltou ao ringue em 26 de junho e começou um ângulo romântico com Carlito depois que ele a salvou de um ataque da dupla Melina e Johnny Nitro. Eles competiram com sucesso em uma mixed tag team match contra Melina e Nitro no Saturday Night's Main Event em 15 de julho. Como um casal, Stratus e Carlito rivalizaram com o WWE Champion Edge e Lita depois que a dupla interrompeu uma disputa de Stratus contra Mickie James pelo Women's Championship. Os dois casais competiram em várias partidas de tag team, incluindo uma de trios onde Edge, Lita e Randy Orton derrotaram Stratus, Carlito e John Cena após Orton aplicar um RKO em Stratus e Lita realizar o pinfall. O último combate de Stratus no Raw ocorreu em 11 de setembro de 2006 onde ela venceu Mickie James. No final de agosto, Lita afirmou que Stratus iria se aposentar após o pay-per-view Unforgiven, que mais tarde foi confirmado por Stratus. No Unforgiven no dia 17 de setembro, em sua cidade natal, Toronto, Stratus venceu Lita com o movimento de finalização de seu colega canadense Bret Hart, o Sharpshooter. Sua vitória lhe rendeu seu sétimo reinado com o WWE Women's Championship (1956–2010), lhe fazendo a dona do maior número de reinados do título, e ela se aposentou como campeã.

### Aparições pós-aposentadoria,Hall of Famee retorno aos ringues (2007–presente)
Stratus e Lita fizeram uma aparição especial em 10 de dezembro de 2007 durante o 15º Aniversário do Raw. No ano seguinte, Stratus apareceu no Raw em Toronto em 5 de Maio em um backstage envolvendo Ron Simmons e Trevor Murdoch. Stratus teve sua primeira partida em mais de dois anos no Raw de 22 de Dezembro de 2008, quando ela e John Cena derrotaram Santino Marella e Beth Phoenix em uma mixed tag team match. Em 14 de setembro de 2009, Stratus serviu como anfitriã convidada do Raw em Toronto, participando de uma mixed tag team match tripla em parceria com Montel Vontavious Porter e Mark Henry vencendo Beth Phoenix, Chris Jericho e The Big Show.

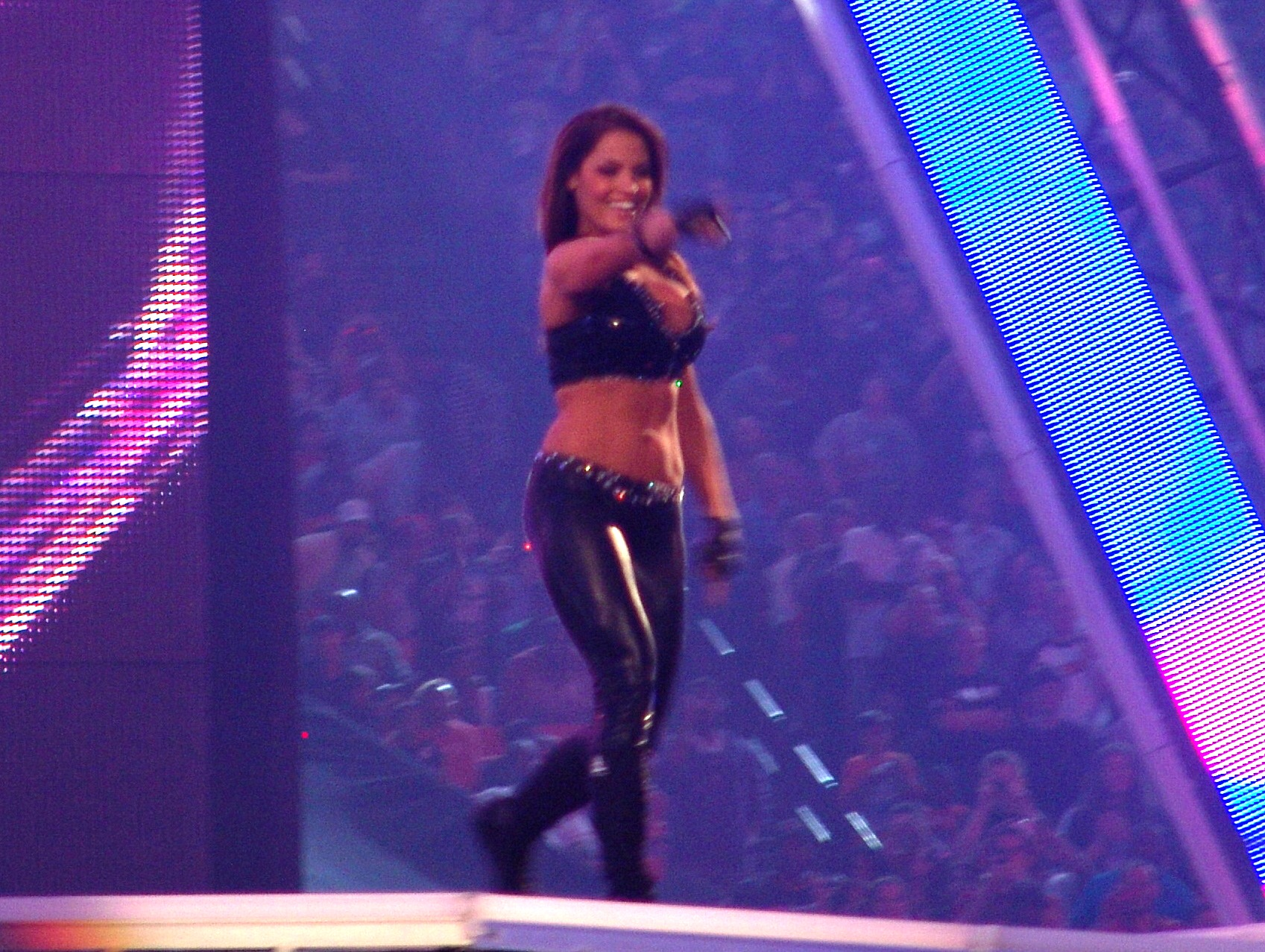
Stratus em sua entrada na WrestleMania XXVII, agora com o cabelo marrom

Stratus fez uma aparição surpresa em 2011 no pay-per-view Elimination Chamber anunciando que ela seria uma das treinadoras do WWE Tough Enough, e salvou Kelly Kelly de um ataque de LayCool. No mês seguinte, em 14 de março, ela perdeu uma partida para Vickie Guerrero devido à interferência de LayCool e Dolph Ziggler. Após a partida, John Morrison e a estrela convidada do Raw Nicole "Snooki" Polizzi apareceram em seu auxílio. Na WrestleMania XXVII, Stratus, Snooki e Morrison derrotaram Ziggler e LayCool. Na noite depois da WrestleMania, no Raw, Stratus e Morrison derrotaram Guerrero e Ziggler. Ela também apareceu no Raw em 6 de junho e no SmackDown em 16 de Setembro. No ano seguinte, em 23 de julho de 2012, ela fez uma aparição no 1000º episódio do Raw.
Em 28 de janeiro de 2013, no Raw, Stratus foi anunciada como parte da classe de 2013 do WWE Hall of Fame, fazendo dela a mais jovem Hall of Fame aos 37 anos. Stephanie McMahon foi escolhida por Stratus para introduzi-lá ao Hall of Fame em Abril.

## Outras mídias

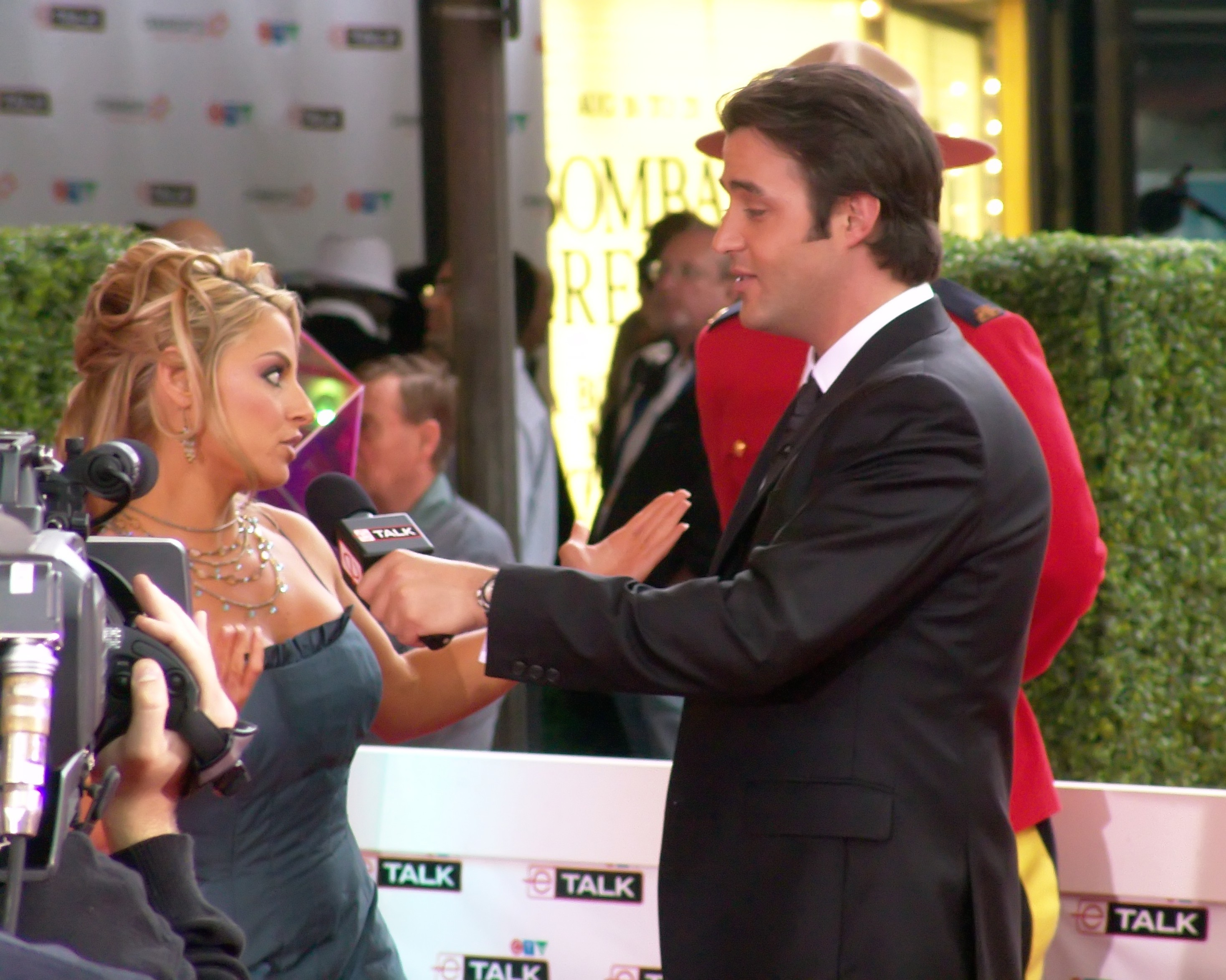
Stratus sendo entrevistada por Ben Mulroney

Em 3 de junho de 2006, ela organizou a cerimônia do Canada's Walk of Fame e executou um número de dança inspirado na trilha sonora do filme Chicago no evento. Durante o show, Stratus protagonizou um beijo com a atriz e amiga canadense Pamela Anderson.
Desde o final de novembro de 2006 a meados de Janeiro de 2007, Stratus mudou-se temporariamente para Muncie, Indiana, para um reality show Armed & Famous da CBS. Ela foi dada uma vaga na série depois de Paul Heyman ter mencionado seu nome para a CBS. O conceito era que ela era uma das cinco celebridades que treinanavam os oficiais voluntários com o Departamento de Polícia de Muncie. Depois de terminar a sua formação, Stratus e seu perceiro oficial de vida real foram seguidos por uma equipe de filmagem, indo em chamadas de policiais legítimos. Embora o show estava programado para transmitir sete episódios começando em 10 de janeiro de 2007, a CBS cancelou a série após apenas quatro dos episódios irem ao ar. Após o cancelamento de Armed & Famous, Stratus apresentou o The Second City's Next Comedy Legend. O concurso foi semelhante ao estilo do America's Next Top Model, com Stratus retratando o papel de "Tyra Banks", como o contrato entre competidores e juízes.
Stratus é a anfitriã no show Stratusphere, que estrou em 2008 no canal de televisão Travel + Escape. O show segue com Stratus fazendo visitas em diferentes locais em todo o mundo e participando de esportes locais. Bill Harris escreveu "Toda semana, Stratus embarca em uma viagem em busca de locais exóticos e ousados para desafios físicos. No primeiro episódio, por exemplo, Stratus está em Kochi, na Índia, onde ela aprende a arte marcial antiga do kalarippayatu, progredindo de lutar com paus para lutar com espadas de metal. Através do prazo de 10 episódios de Stratusphere, Stratus faz tudo, desde corridas de renas na Noruega para bungee jumping em Bali. Sua capacidade atlética obviamente define Stratusphere além da maioria dos shows de viagens". Stratus também co-estrelou no show canadense em sua nova temporada de Da Kink in My Hair, que começou em 12 de fevereiro de 2009. Em 2009, Stratus se tornou porta-voz para o site de apostas desportivas, Sports Interaction.
Stratus estrelou um filme canadense independente, R-rated, Bail Enforcers, que marcou sua estréia como atriz. Ela desempenhou uma caçadora de recompensas chamada Jules Taylor, que lançou em 19 de abril de 2011, estreando em ActionFest 2011. O filme foi lançado em DVD, em seguida, como "Bounty Hunters".

## Negócios
Em 2008, Stratus abriu um estúdio de yoga chamado Stratusphere nos subúrbios de Toronto, Ontário. O estúdio está anunciado como "Canada's largest eco-friendly yoga studio" ("Maior estúdio de ioga eco-amigável do Canadá"). Em 2009, Stratusphere recebeu o prêmios de "Best New Business" ("Melhor Novo Negócio") pelo Top Choice Awards, e no ano seguinte, Stratus ganhou o prêmios de "Business Woman of the Tear" ("Mulher de Negócios do Ano"). O estúdio ganhou o prêmios de "Best Yoga Studio" ("Melhor Estúdio de Ioga") em 2013 pelo Top Choice Awards.

## Vida Pessoal
Stratigias é de origem grega e é a filha mais velha de John e Alice Stratigias. Suas irmãs são nomeadas Christie e Melissa. Stratigias se casou com seu namorado da escola e namorado de 14 anos, Ron Fisico, em 30 de setembro de 2006. Várias WWE Divas estavam presentes no casamento, e seu vestido de casamento foi destaque em uma capa da revista Today's Bride. Pouco depois do casamento, Stratus recebeu o convite para fazer parte do Armed & Famous, por isso ela filmou o show em vez de ir em sua lua de mel. Em 2013, Stratigias anunciou sua gravidez na cerimônia do WWE Hall of Fame, e o nome de seu filho, Maximus, que nasceu em 30 de setembro de 2013.
Stratigias também esteve envolvida em várias instituições de caridades, como a Ronald McDonald House, Dreams Take Flight e as Special Olympics. A partir de 2001, ela se tornou uma porta-voz da World Natural Sports Association. Em 29 de março de 2008, ela participou da série Island Trianthlon como parte de uma equipe de revezamento de celebridades para ajudar a arrecadar dinheiro para a Dignitas International.

## Nowrestling
- Movimentos de finalização

  - Chick Kick[8] (Roundhouse kick)[8]

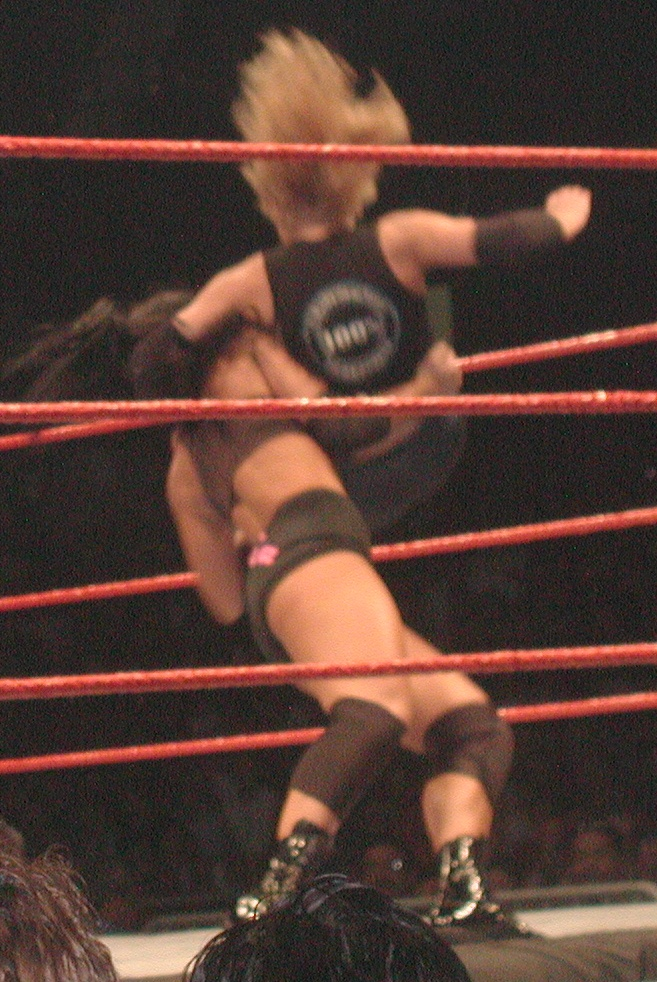
Stratus performando o Stratusfaction em Victoria.

  - Stratusfaction (Springboard bulldog)[8]
- Movimentos secundários
  - Air Canada (Thesz press seguido por punches)[8]
  - Backhand chop[76]
  - MaTrish (Matrix evasion)[8][81][102]
  - MaTrish Revolutions (Handstand headscissors takedown)[76]
  - One-armed neckbreaker slam[76]
  - Running bulldog[8]
  - Spinebuster[8]
    - SpringBoard sunset flip[76]

  - Stratusphere (Turnbuckle handstand headscissors takedown)[8]
  - Stratus Splash (Stinger splash)[76]
    - Victory roll[8]
- Wrestlers de quem foi manager
  - Albert[4]
  - Kurt Angle[4]
  - Carlito
  - Christian
  - Bubba Ray Dudley
  - Chris Jericho
  - Test[4]
  - Tyson Tomko
  - Viscera
  - Val Venis[4]
  - Jeff Hardy
  - Triple H
- Alcunhas
  - "The Quintessential WWE Diva"[82]
  - "The Queen of Queens"[103]
- Temas de entrada
  - "Time to Rock & Roll" por Lil' Kim[1]

## Campeonatos e prêmios
- "Socialite do ano (2000-2017)
- Fighting Spirit Magazine
  - Double X Award (2006)
  - Three Degrees Award (2006)
- Pro Wrestling Illustrated
  - PWI Mulher do Ano (2002, 2003, 2005, 2006)[104]
  - PWI Mulher da Década (2000–2009)[105]
- World Wrestling Federation / World Wrestling Entertainment / WWE
  - WWE Hardcore Championship (1 vez)[106]
  - WWF/E Women's Championship (7 vezes)[85][107]
  - Diva of the Year (2001–2003)[5][108]
  - Diva of the Decade[11][109]
  - WWE Hall of Fame (Classe de 2013)[110]